# Egipatska mitologija
Egipatska mitologija zasniva se na totemizmu, vjerovanju u svete životinje. Karakteriziraju je božanstva s ljudskim tijelom i glavom životinje, s tim da postoje iznimke. Jedan od glavnih dijelova religije drevnog Egipta jest vjerovanje u zagrobni život, čemu svjedoči velik broj pronađenih grobnica, među kojima su piramide najveće, zatim velik broj mumija, statua, ali i brojna božanstva povezana sa zagrobnim životom. Većina bogova ima ankh, sveti znak života.
Egipćani su se klanjali bogovima, štovali ih i prinosili im žrtve. Smatrali su ih gospodarima svijeta. Vjerovali su u tisuće bogova. Tako je bilo uvijek, osim za razdoblja Amarne. Po naredbi faraona Ekhnatona, hramovi su zatvoreni, a izgrađen je novi grad, Amarna. U Amarni su štovali Atona, Sunčev disk. Prikazima starih bogova uništavana su lica. Za vrijeme invazija Grka, Thoth je povezivan s Hermesom. Tijekom vladavine Rimljana, uvedeno je kršćanstvo, te su hramovi zatvoreni. Izdana je naredba da se zabrani štovanje poganskih bogova. Tada je Egipat preživio sve, osim gubitka svojih bogova.

## Mitovi o stvaranju
Prema egipatskoj mitologiji, prvotno je postojao ocean Nun, koji se spominje kao i bog. Iz njega je izronio brežuljak. Ali postoje 3 mita o nastanku bogova iz Nuna. Prvi potječe iz Heliopolisa, Grada Sunca, te govori da je na početku iz Nuna rođen bog Sunca. Izvorni mit kaže da je to Atum, ali je poslije u mitu spominjan Ra. U Novom kraljevstvu, mit govori da je Amon-Ra bog Sunca. Bog Sunca je ispljunuo Šua i Tefnut, blizance, a iz njegovog oka je nastala Hathor. Drugi mit dolazi iz Memfisa, gdje se vjerovalo da je stvoritelj svega i Atumov otac Ptah, bog umjetnika. Treći mit, iz Hermopolisa, kaže da je na početku postojao i ocean Nun, i bog Nun. Bog Nun imao je ženu Naunet, a oboje su bili vodene sile. Uz njih su bili još neki bogovi, a važniji su Amon i Amaunet. Amon u ovom mitu nije Sunce, već život.

## Izgled svemira
Egipćani su vjerovali da svemir čine bogovi koji su personifikacije elemenata prirode. Geb je Zemlja, on leži dolje. Na njemu je Šu, zrak, koji razdvaja Geba od Nut, neba, čije je tijelo nebo. Nebom se kreću Sunce, Mjesec i zvijezde. Ocean Nun je oko Geba te predstavlja sva mora, a nalazi se i na nebu pa je nebo plavo. Većina drugih bogova živi na nebu, dok Oziris s mrtvima živi u podzemlju, tzv. Duatu. Rijeka Nil je sveta rijeka, a njezin bog je Hapy, personifikacija vode i obilja. Set je vladar pustinja koje okružuju dolinu Nila.

## Zagrobni život
Egipćani su vjerovali u život poslije smrti. To vjerovanje potječe iz sage o Izidi i Ozirisu. Oni su vladali Egiptom na početku. Njihov brat Set bio je ljubomoran na njih, pa je skovao urotu. Postoje tri inačice mita o tome kako se Set riješio Ozirisa. Prva kaže da se pretvorio u krokodila, druga da se pretvorio u vodenkonja, a treća, Plutarhova verzija, kaže da je Oziris žrtva urote. Set je ubio Ozirisa, i nastala je smrt. Anubis i Izida su ipak oživjeli Ozirisa, koji je postao vladar carstva mrtvih. Kad bi čovjek umro, njegova bi duša došla u Duat, gdje bi mu se sudilo. Duši bi postavili mnoga pitanja i naveli grijehe. Anubis bi stajao kraj vage i motrio srce i pero koje simbolizira Ma'at, božicu pravde i istine. Ako bi duša prošla test, Thoth bi to zabilježio, a Horus bi dušu odveo Ozirisu, do kojeg su stajale Izida i Neftis. Pokojnik bi uživao u pogrebnom životu, a mogao se pridružiti posadi Ra, koji je svakog dana putovao nebom donoseći ljudima svjetlost i toplinu. Postojale su posebne Knjige mrtvih i čarolije koje su svećenici čitali pri izvođenju obreda. Pokojnika bi mumificirali i položili u grobnicu.

## Povezivanje s grčkom mitologijom
Grčka i egipatska mitologija imaju mnogo zajedničkog. Na primjer, Nun je u Grcima bio Pont ili Okean, bog mora. Amon, egipatski kralj bogova tijekom Novog kraljevstva, Grcima je bio Zeus. Neitin grčki pandan je Atena. Grci su smatrali da su Thoth i Anubis jednaki Hermesu, pa je nastao Hermanubis. Oziris je izjednačen s Dionizom, a Set s Tifonom. Hathor je Grcima nimfa Io, a Izida Demetra. Grcima su, doduše, bogovi životinjskih glava bili bizarni i neobični, ali su neke prihvatili.

## Važniji egipatski bogovi
- Nun – ocean prema heliopoliskom mitu, bog prema hermopoliskom mitu.

- Ra – bog Sunca, ima glavu orla, u Starom i Srednjem kraljevstvu kralj bogova.

- Amon-Ra – spoj Ra i Amona, boga Tebe, staroga grada.

- Amaunet – prva Amonova žena, nastala iz Nuna.

- Mut – božica majčinstva, druga Amonova žena.

- Khonsu – bog Mjeseca, zajedno sa svojim roditeljima Amonom i Mut zaštitnik Tebe.

- Khepri – bog jutarnjeg Sunca, skarabej.

- Atum – bog zalazećeg Sunca, ovnova glava, spoj s Raom (Ra-Atum).

- Šu – bog zraka.

- Tefnut – božica vode, kiše i vlage, lavlja glava.

- Hathor – božica-krava, "oko boga Ra", zaštitnica mrtvih.

- Geb – bog Zemlje i vegetacije.

- Nut – božica neba, majka zvijezda i bogova.

- Oziris – potomak Nut i Geba, njihov najstariji sin, bog plodnosti.

- Izida – božica ljubavi, braka i života, Ozirisova žena.

- Set – bog glave vuka, vladar pustinja.

- Neftis – božica noći i grobnica, Setova žena, Ozirisova ljubavnica.

- Anubis – bog-šakal, prvotno kralj podzemlja, nezakoniti Ozirisov sin.

- Horus – bog-sokol, postoje dva Horusa - sokol i bog ljudskog tijela i sokolove glave.

- Četiri Horusova sina – četiri boga, štite kanope i mumije, pomažu im moćne božice.

- Thoth – bog-ibis, zaštitnik pisara, bog Mjeseca.

- Sekhmet – božica-lavica, ratnica, okrutna i osvetoljubiva.

- Seshat – božica pisanja, mudrosti i znanosti, zapisničarka bogova.

- Neit – božica rata, drevna sjverna božica, vlada lukom i strijelom, "Majka Bogova".

- Tawaret – božica-vodenkonj, zaštitnica djece i trudnica.

- Hapy – bog Nila i vode, daje plodnost Zemlji, važniji seljacima od samog Ra.

- Ma'at – božica istine, pravde i svemirskog reda, smatrana faraonovom sestrom, nadgledava rad cijelog svemira.

- Sobek – bog-krokodil, bog plodnosti, skriven u močvari.

- Selkis – božica škorpiona i liječenja, zaštitnica mumija i faraona.

- Bes – bog veselja i plesa, čudni patuljak, pratitelj Tawaret.

- Ptah – bog umjetnosti, prema memfiskoj mitologiji, stvoritelj neba i Zemlje, Atumov otac.

- Hnum – bog-ovan, lončar, stvorio je ljude na svom lončarskom kolu.

- Min – bog plodnosti muškaraca i erekcije, "Bik Svoje Majke".

- Huh – bog nebeske vječnosti i beskonačnosti, jedan od stvoritelja svijeta, uz Nuna i Amona.

- Kek – bog tame, stvoritelj svemira.

- Apop – kobra, dijete Neit, neprijateljica Ra.

- Ammut – čudovište od više dijelova, proždire zle ljude.

- Dvije dame – sestre blizanke, Wadjet i Nekhbenet.

- Sfinga – čudovište ljudske glave i lavljeg tijela, premda može imati glavu ovna, poznata je Velika sfinga u Gizi.

- Feniks – sveta čarobna dvospolna ptica, spominje se i u Kini.

- Heket – božica-žaba, znak života i plodnosti.

- Meretseger – božica-kobra, zaštitnica Doline kraljeva u Tebi.